# Rosamaria Montibeller
Rosamaria Montibeller (* 9. April 1994 in Nova Trento, Santa Catarina) ist eine brasilianische Volleyballspielerin. Sie spielt normalerweise als Diagonalangreiferin oder Außenangreiferin. Bei den Olympischen Spielen 2020 hat sie für Brasilien die Silbermedaille gewonnen. Bei den Olympischen Spielen in Paris 2024 gewann sie die Bronzemedaille.
Zudem war sie Teil der brasilianischen Nationalvolleyballmannschaft der Frauen, welche Silber bei den Panamerikanischen Spielen 2015 in Toronto gewonnen hat.

## Früheres Leben
Sie stammt aus einer Familie italienischen Ursprungs.

## Karriere
Sie begann das Spielen von Volleyball mit neun Jahren.

### Vereinskarriere
Sie begann ihre Karriere in 2011 und machte ihr Debüt für São Caetano in der Superliga Série A. Sie spielte für São Caetano bis 2013.
Sie spielte für Campinas Voleibol Clube von 2013 bis 2014 und repräsentierte dann Minas Tênis Clube von 2015 bis 2018 für drei Jahre. Mit diesem Verein gewann sie 2018 den Women's South American Volleyball Club Championship. Der Verein qualifizierte sich auch für die Teilnahme an der 2018 FIVB Volleyball Women's Club World Championship nachdem sie den 2018 South American Championship gewonnen hatten.
Sie wechselte zu Praia Clube am Ende der Saison 2018 und gewann anschließend den Brasilianischen Super Cup in 2019. Sie war auch Teil vom Dentil Praia Clube, wo der Verein den zweiten Platz gegen Minas Tênis Clube in den 2018/19 Brazilian Women's Volleyball Superliga erreicht hat. Sie war ein wichtiges Mitglied vom Dentil Praia Clube, welche ebenfalls Vizemeister in den 2019 Women's South American Volleyball Club Championship wurden. Von 2019 bis 2023 spiele sie bei diversen Clubs in Italien: Perugia Volley, Pomí Casalmaggiore, Igor Gorgonzola Novara und Busto Arsizio. 2023 ging sie nach Japan zu Denso Airybees.

### Internationale Karriere
Sie war Teil der brasilianischen Mannschaft, welche 2012 in der Women's Junior South American Volleyball Championship das Turnier gewann, nachdem sie Peru im Finale besiegten. Sie nahm 2013 am FIVB Volleyball Women's U20 World Championship teil, wo Brasilien den siebten Platz erreichte. Sie war Kapitänin des Brasilianischen U23 Team, welches den 2015 FIVB Volleyball Women's U23 World Championship gewann. Es war auch Brasiliens erster Titel in diesem Wettbewerb. Sie nahm am Volleyball World Grand Prix 2017 Teil, wo sie gegen Italien im Finale gewann. Sie wurde für das brasilianische Team für die Volleyball Women’s Nations League 2018 nominiert, bei dem Brasilien auf dem vierten Platz landete.
Sie war auch Teil der Nationalmannschaft, welche in der Volleyball-Weltmeisterschaft der Frauen 2018 den siebten Platz erreichte. Sie machte eine zweijährige Pause vom internationalen Volleyball, bevor sie 2021 für die Volleyball Women’s Nations League mit ihrem Team auf dem zweiten Platz landete. Im selben Jahr gewann sie bei den Olympischen Spielen von Tokio die Silbermedaille. Bei den Olympischen Spielen in Paris 2024 gewann sie die Bronzemedaille.

## Auszeichnungen

### Eigene Auszeichnungen
- 2012 U20 South American Championship – "Best opposite spiker"
- 2015 FIVB U23 World Championship – "Best opposite spiker"
- 2018 South American Club Championship – "Best outside spiker"

### Vereinsauszeichungen
- 2018 South American Club Championship –  Champion, mit Minas Tênis Clube
- 2019 South American Club Championship –  Zweiter Platz, mit Dentil Praia Clube
- 2018–19 Brasilianische Superliga –  Zweiter Platz, mit Dentil Praia Clube